# Кучугур (Росія)
Кучугур (рос. Кучугур) — селище у Карасуцькому районі Новосибірської області Російської Федерації.
Входить до складу муніципального утворення Чернокур'їнська сільрада. Населення становить 255 осіб (2010).

## Історія
Згідно із законом від 2 червня 2004 року органом місцевого самоврядування є Чернокур'їнська сільрада.

## Населення
| 2002 | 2007 | 2010 |
| ---- | ---- | ---- |
| 432  | ↘384 | ↘255 |